# Ottessa Moshfegh
Ottessa Charlotte Moshfegh (nu.  20 mai 1981, Boston, Massachusetts ) este o scriitoare americană.

## Biografie
Ottessa Moshfegh este fiica unui violonist iranian și a unei violoniste croate care s-au întâlnit la o școală de muzică belgiană. Deși inițial familia dorea să locuiască în Iran, au emigrat în Statele Unite, unde s-a născut Moshfegh în 1981. A crescut în Newtons. Din 1998 până în 2002 a absolvit cu succes o diplomă de licență în limba engleză și scriere creativă la Barnard College. A urmat o diplomă de master în scriere creativă din 2009 până în 2011 la Universitatea Brown.
De atunci, Moshfegh a publicat numeroase nuvele care, printre altele, au apărut în The Paris Review, Vice și The New Yorker. Cu McGlue, a debutat ca romancieră în 2014. Povestea are loc în Salem, Massachusetts, în 1851 și este despre marinarul alcoolic McGlue, care este acuzat că și-a ucis cel mai bun prieten în Zanzibar. Cu toate acestea, din cauza unei leziuni a craniului și a unui consum excesiv de alcool, el nu își mai poate aminti nimic. Pentru debutul ei, Moshfegh a primit Beliver boom Award și PFence Modern Prize in Prose.
Al doilea ei roman, Eileen, a fost publicat în 2015 și a primit aprecieri critice. Personajul principal este o femeie tulburată emoțional care lucrează ca secretară într-un centru de detenție pentru minori și, în același timp, trebuie să aibă grijă de tatăl ei alcoolic. Visând să scape în oraș, Eileen își petrece timpul liber furând magazinele și urmărind un temnicer frumos. Când carismatica superioară Rebecca își începe serviciul în închisoare, o prietenie periculoasă se dezvoltă cu ea, ceea ce duce la o crimă. Lucrarea a primit premiul PEN Foundation Hemingway în 2016 și a fost selectată pentru premiul Man Booker în același an. Drepturile de filmare pentru Eileen au fost dobândite de la producătorul de film Scott Rudin.
Ottessa Moshfegh locuiește în Los Angeles.

## Lucrări
Romane
- McGlue 2014
- Eileen 2015
- My Year of Rest and Relexation 2018
- Death in Her Hands 2020

Volumele de povești
- Homesick For Another World 2017

## Traduceri în limba română
- Eileen, editura Litera, 2019, ISBN 9786063340833
- Un an de odihnă și relaxare, traducere de Calin-Andrei Popa, editura Litera, 2020, ISBN 9786063357190

## Premii
- 2014: Believer Book Award pentru McGlue
- 2015: Premiul National Book Critics Circle, nominalizare cu Eileen
- 2016: Premiul Man Booker, nominalizare cu Eileen
- 2016: Premiul PEN Fundația Hemingway pentru Eileen